# Корін Григорій Олександрович
Григорій Олександрович Ко́рін (рос. Григорий Александрович Корин, справжнє ім'я Годель Шабійович Коренберг; 09.05.1926, Радомисль — 05.06.2010) — російський поет.
Малим хлопцем разом з батьками та старшими братами будучи переслідувані під час більшовицьких репресій 30-х років були змушені покинути Радомишль і переїхали до Баку. В роки війни служив на фронті. Після війни працював у різних видавництвах Азербайджану. Від 1965 року проживає в підмосков'ї в Хімках. Має багато виданих збірок віршів та публікацій.